# Zeuxia rubrapex
Zeuxia rubrapex là một loài ruồi trong họ Tachinidae.